# Frédéric-Guillaume de Brandebourg-Schwedt (1715–1744)
Frédéric-Guillaume de Brandebourg-Schwedt (18 mars 1714 – 12 septembre 1744 à Prague) est un prussien, major-général et commandant de la garde à pied. Il est le fils du margrave Albert-Frédéric de Brandebourg-Schwedt, et son épouse Marie-Dorothée de Courlande (1684-1743). De son vivant, il porte le titre de courtoisie de margrave de Brandebourg. Son cousin du même nom (Frédéric-Guillaume) est de la branche aînée de Brandebourg-Schwedt.

## Biographie
En mai 1719, quand il n'a que quatre ans, il reçoit l'Ordre de l'Aigle Noir.
À partir de 1734, il participe en tant que volontaire aux campagnes de l'armée prussienne. Au cours de la Guerre de Succession d'Autriche, il est blessé à la Bataille de Mollwitz. Son frère aîné Charles Frédéric Albert est tombé au cours de cette bataille.
En 1740, la garde à pied est formée à partir du régiment d'Infanterie No. 15, et Frédéric-Guillaume est le premier colonel de la nouvelle unité. Le 16 mai 1743, il est promu major-général et nommé commandant de la garde.
Pendant le Siège de Prague, en 1742, il commande les tranchées. Le roi est présent lorsqu'il est tué par un boulet de canon. Son corps est transféré à Berlin et il est enterré dans la crypte de la Cathédrale de Berlin.